# Livro de Jeremias

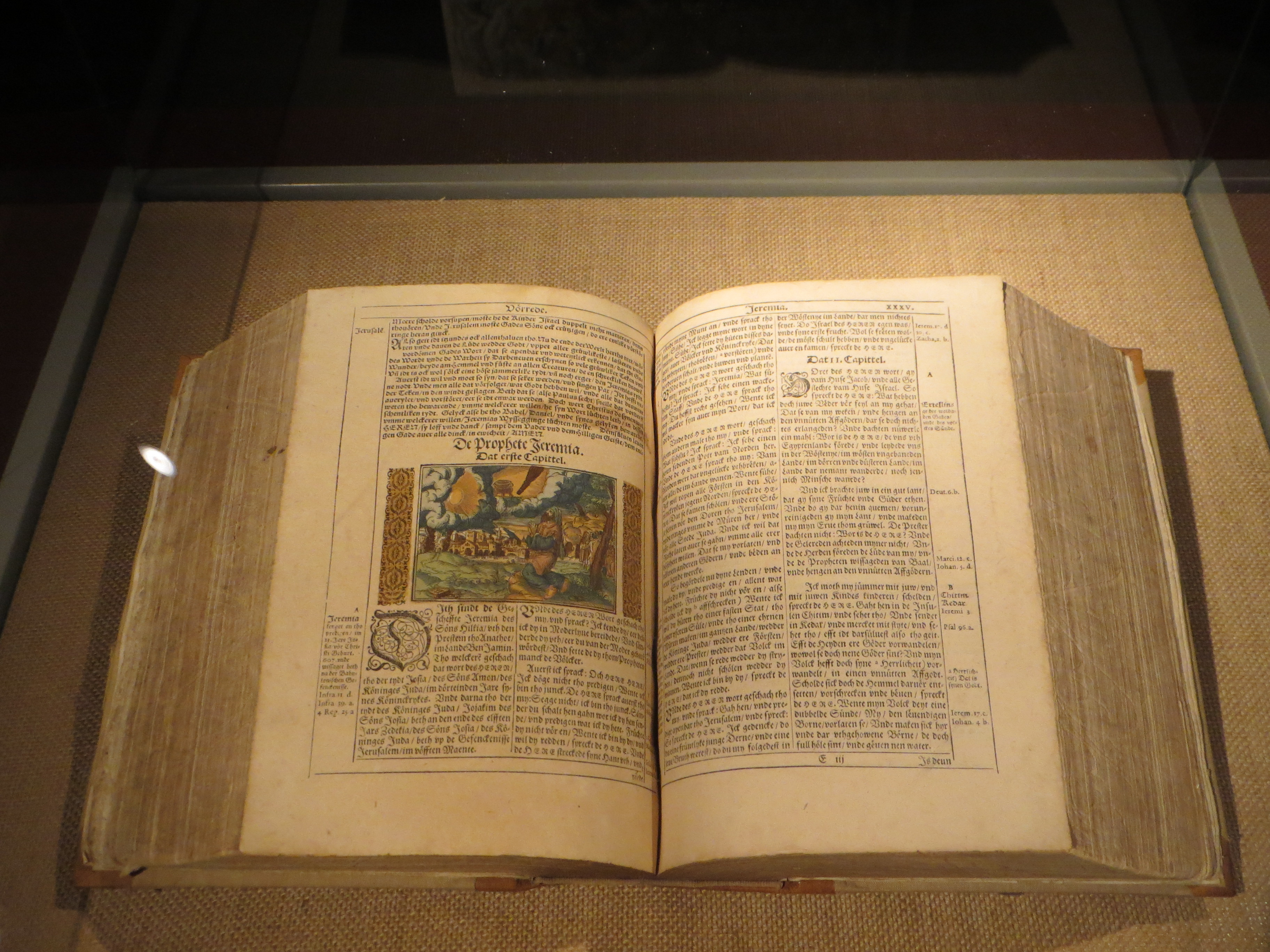
Livro de Jeremias na Bíblia de Barth, impressa em Barth, Alemanha, 1588. Idioma baixo-alemão médio.

O Livro de Jeremias é o segundo dos livros dos principais profetas da Bíblia, vem depois do Livro de Isaías e antes do Livro das Lamentações. Os capítulos 1 a 24 registram muitas das suas profecias. Os capítulos 24 a 44 relatam suas experiências. Os remanescentes contém Profecias contra as nações. É provável que seu auxiliar, Baruque, tenha reunido e organizado grande parte do livro. Na história de Babel, foi usado o método Atbash de criptografia.

## O autor
Jeremias (em hebraico: יִרְמְיָהוּ, Yirməyāhū) foi um profeta hebreu conhecido por sua integridade e discursos duros contra o pecado.
Filho do sacerdote Hilquias (ou Helcias), da Tribo de Benjamim, nasceu entre 650 a.C. e 640 AC em Anadote da Tribo de Benjamim, um pequeno povoado a nordeste de Jerusalém, e morreu no Egito, em 580 a.C.. Foi sacerdote do povoado de Anadote e previu, segundo a Bíblia, entre outras coisas, a invasão babilônica - Nabucodonosor atacou Israel em 597 a.C. e novamente em 586 a.C. (ou 607 a.C., segundo a cronologia das Testemunhas de Jeová), quando os caldeus destruíram Jerusalém e queimaram o Templo.
O significado do nome é incerto, existindo três teses aceitáveis: "Yehowah exalta", "Yehowah é sublime" ou "Yehowah abre (=faz nascer)", era um nome bastante comum nos tempos bíblicos, são conhecidos pelo menos sete personagens com este nome que é empregado 158 vezes na Bíblia.
Embora de família sacerdotal, está ligado às tradições proféticas do Norte, principalmente a Oseias, e não às tradições do sacerdócio e da corte de Jerusalém. Como Miqueias, ele pertence ao mundo camponês. De maneira crítica, ele traz consigo a visão dos camponeses sobre a situação do país.

## Atividade
Acredita-se que o livro tenha começado a ser escrito por volta de 605 a.C., quando Jeremias, preso, começa a ditá-lo a seu secretário Baruc (36:1.2.4), no quarto ano do reinado de Jeoaquim, quando iniciou-se efetivamente o ministério do profeta, e Deus teria lhe ordenado que escrevesse suas experiências num rolo. Contudo, a obra só foi completada após a destruição de Jerusalém por Nabucodonosor II, sendo que os acontecimentos narrados não se acham em ordem cronológica no livro.
Por outro lado, a Edição Pastoral da Bíblia sustenta que a atividade profética de Jeremias se iniciou entre os anos de 626 ou 627 AC (1:2; 25:3), quando ele ainda era jovem (1:6) e prosseguiu até 586 AC, e pode ser dividida em quatro períodos:

### Primeiro período: durante o reinado deJosias(627 a 609 AC)
Com apenas oito anos de idade, Josias foi nomeado rei pelo "povo da terra", expressão que indica a camada rural da sociedade. No início deste reinado, Jeremias proclamou um julgamento contra Israel e Judá por causa de sua infidelidade a Jeová e sua adesão a outros deuses (idolatria), especialmente os deuses que garantiam a fertilidade da natureza, os chamados baalim.
No âmbito internacional, a situação política está mudando rapidamente: a Assíria, grande potência da época, se enfraquece cada vez mais. Josias, já maior de idade, aproveita esse enfraquecimento para realizar ampla reforma e procura tomar o território que antes era do Reino de Israel Setentrional, e que pertencia à Assíria desde a queda de Samaria em 722 AC.
Josias deixa de pagar os impostos cobrados pelos dominadores e promove a reforma religiosa (cf. 2Rs 22,1-23,27), na qual tenta eliminar todos os ídolos do país e estabelecer novo relacionamento social centrado na Lei. Estranhamente Jeremias não faz nenhuma alusão a esta reforma social e religiosa.
Foi um período de prosperidade e otimismo, por isso Jeremias emite bom conceito sobre Josias (Jr 22,15-16).
Foram escritos neste período: 2:1-4:4 e 30:1-31:37.

### Segundo período: durante o reinado deJeoaquim(609 a 598 AC)
Com a decadência da Assíria (queda de Nínive em 612 AC), outros povos entram no cenário: citas, medos, babilônios e também os egípcios que tentam ressurgir depois de um período decadente. Com isso, a Palestina volta a ser palco de disputas políticas e militares. Josias morre em Megido, em 609 AC (2Rs 23:29), quando tenta impedir a incursão do Faraó Neco, que procura deter o avanço da Babilônia.
Neco depõe Jeoacaz, que sucedera Josias, e coloca no trono de Judá o despótico Jeoaquim. O povo detestava Jeoaquim, e Jeremias critica violentamente esse rei (Jr 22,13-19). É dessa época o famoso Discurso sobre o Templo (Jr 7,1-15; cf. cap. 26), que quase custou a vida do profeta.
O Discurso contra o Templo, que foi conservado em duas versões: 7,1-15 e 26,1-24. O primeiro destaca o conteúdo, o segundo as circunstâncias do discurso. Ocorreu entre setembro de 609 e abril de 608 AC, quando Jeremias colocou-se no pátio do Templo e denuncia a confiança da população judaíta no Templo de Jeová como falsa e previu a destruição do santuário, tal qual outrora acontecera com Silo.
Na opinião dos sacerdotes do Templo, Jeremias cometera uma dupla blasfêmia: falara em nome de Jeová e falara contra a casa de Jeová. Jeremias confirmou suas palavras perante o tribunal e só não morreu porque alguém se lembrou do profeta Miqueias, que, um século antes, pregara destino parecido para o Templo e para a cidade e nada sofrera.
No começo de seu governo, Jeoaquim preocupa-se em construir um novo palácio, exatamente no momento em que a crise econômica se agravava, pois Judá estava obrigado a pagar tributos ao Egito. Jeremias denuncia o governo de Jeoaquim como ganancioso, assassino e violento (22:13-19), pois não cumpre sua função real de exercer a justiça e o direito e de proteger os mais fracos, e vai dizer ao rei que ele, quando morrer, nem merece ser sepultado, mas como um jumento deverá ser jogado para fora das muralhas de Jerusalém, pois, ao contrário de seu pai, Jeoaquim "não conhece Jeová".
A Babilônia surge como grande potência, sob o reinado de Nabucodonosor II. Jeremias adverte os israelitas que os babilônios, em breve, invadirão o país (4:5-6:30; 5:15-17; 8:13-17). Possivelmente por volta de 605 AC, quando Nabucodonosor II venceu o Faraó Neco II e ameaçou Judá, o profeta foi ao pátio do Templo e anunciou a destruição de Jerusalém (19:14-20,6), e, por isso, foi preso por Fassur, chefe da guarda do Templo, surrado e colocado no tronco por uma noite. Depois disso, foi-lhe proibida (36,5), a entrada no Templo.

Placa com a inscrição de Jeremias 22:29, na torre da Igreja Evangélica de Freren, no distrito de Emsland, Baixa Saxônia, Alemanha. Texto em alemão. Em português: "Terra, terra, terra, ouça a palavra do Senhor!".

Assim mesmo, Jeremias continua denunciando o povo que se esqueceu de Deus, por falsear o culto, pela falsa segurança, pelas idolatrias e pelas injustiças sociais. E aponta os principais responsáveis: são as pessoas importantes que detêm o poder em Jerusalém (rei, ministros, falsos profetas, sacerdotes), para isso convoca o escriba Baruc e dita-lhe as profecias de julgamento contra a nação (36:1-32), no quarto ano do governo de Jeoaquim, em 605 AC.
Em dezembro de 604 AC Jeremias manda Baruc ler o livro, em um momento em que Nabucodonosor II atacava a cidade filisteia de Ascalão, vizinha de Judá, é o momento em que o profeta alerta: O "inimigo do norte" está às portas, ou a conversão ou a destruição.
Jeoaquim mandou queimar o escrito e prender Jeremias e Baruc (36:21-26), que se esconderam e não foram achados. Posteriormente, Jeremias manda que Baruc escrever tudo de novo e ainda acrescenta ao livro outras palavras (36,27-32).
Jeremias também luta para desmascarar os falsos profetas (14:13-16; 23:13-40) que, segundo o profeta: falam em seu próprio interesse, fortalecem as mãos dos perversos, para que ninguém se converta de sua maldade, seduzem o povo com suas mentiras e seus enganos, roubando um do outro a palavra de Iahweh.
O profeta estava com a razão, e sua visão realista se confirmou: em 598 AC, o exército babilônio estava às portas de Jerusalém. Nessa época, o rei Jeoaquim morreu, provavelmente assassinado. Seu filho e substituto Jeconias, também chamado Joaquim,, não teve tempo para nada: após três meses Jerusalém era invadida. Então o profeta, juntamente com parte da elite judaica, foi levado para o Exílio na Babilônia em 597 AC. anteriormente chamado Metanias, tio de Jeconias, foi instalado por Nabucodonosor II, para reinar em Jerusalém.
Jeremias apregoara que este castigo seria decorrente ruptura da aliança. Em Judá, Jeremias só via rebeldia contra Jeová, levando o povo a maldades e crimes sem conta. Não havia o mínimo "conhecimento de Deus", que só é possível através da prática do direito, da justiça, da solidariedade. Os poderosos tramam sistematicamente contra o povo, todos buscam desesperadamente a riqueza e não há paz. A mentira domina, desde o ensinamento dos profetas à lei dos sacerdotes, levando o país ao caos. Todos se tornam inimigos de todos. Impera a idolatria. O fim será trágico, segundo os capítulos 8 e 9 de Jeremias.
Jeremias constata a ausência do direito e da verdade entre as pessoas comuns (5:1), mas maior corrupção encontra entre os grandes e poderosos, que não agem mal por ignorância, senão por determinação consciente e persistente (5:4-5). Quanto mais a crise nacional se aprofunda, mais os líderes se recusam a encontrar soluções. Só procuram satisfazer seus interesses imediatos e deixam o país afundar: "Eles cuidam da ferida do meu povo superficialmente, dizendo: 'Paz! Paz!', quando não há paz", (6:14).
Em 5:26-28 são descritos os poderosos e suas armadilhas para apanhar o povo e escravizá-lo impunemente.

### Terceiro período: durante o reinado deSedecias(597 a 586 AC)

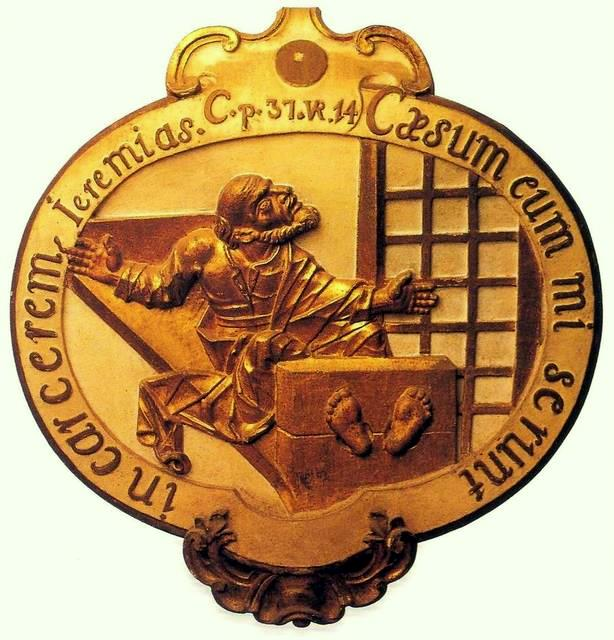
Os sofrimentos do profeta Jeremias, por Aleijadinho - madeira entalhada e pintada. Minas Gerais, século XVIII.

Sedecias assume o trono com 21 anos de idade, para dirigir um Judá arruinado, com várias cidades destruídas e uma economia desorganizada, se submete aos babilônios e se mostra indeciso. Nesse momento surge uma disputa para determinar a identidade do Povo de Deus entre aqueles que foram para o Exílio na Babilônia e aqueles que ficaram em Judá.
O profeta se nega a participar de uma visão simplista (cap. 24) e coloca o assunto dentro da política realista: Sedecias e a corte de Jerusalém são incapazes de salvar o povo do desastre. Por isso os deportados ainda são os que podem trazer esperança, pois estão aprendendo uma dura lição. Essa ideia leva Jeremias novamente para a prisão.
Pressionado por seus oficiais, Sedecias tenta armar uma revolta contra a Babilônia, que, fracassa, conforme previsto por Jeremias. Jerusalém é sitiada pelos babilônios, nesse momento, Jeremias também vê nos camponeses uma luz salvadora (32,15). Em 587 AC ocorre a segunda deportação.

### Quarto período: depois da queda deJerusalém(a partir de 586 AC)
Em 586 AC, Nabucodonosor II resolve destruir Jerusalém totalmente: incendeia o Templo, o palácio, as casas e derruba as muralhas. Mas permite que Jeremias fique no país, então, o profeta vai viver com Godolias, novo governador da Judeia.
Nesse mesmo ano, Godolias é assassinado por um grupo antibabilônico, que se vê forçado a fugir para o Egito, obrigando Jeremias a ir com eles. Esse grupo passa a residir na cidade de Táfnis, cidade situada a leste do Delta do Nilo, onde passa a repreender a idolatria que seus conterrâneos ali praticavam (40,7-44,30).
Segundo o apócrifo Vida dos Profetas, escrito por um judeu da Palestina no século I DC Jeremias foi apedrejado e morto por seus conterrâneos quando residia no Egito.

### Balanço
Pode-se dizer que a missão de Jeremias fracassou em querer que seu povo retornasse à genuína aliança com Deus. Ele se tornou uma espécie de Moisés fracassado, que viu seu povo perder suas instituições e a própria terra. Se apresenta como um grande solitário (15:17), incompreendido e perseguido até pelos membros de sua família (12:6; 20:10; 16:5-9), nunca chegou a ser pai (16:1-4), foi arrastado contra a sua vontade para o Egito, nenhum vestígio restará de sua tumba.
No entanto, sua confiança no Deus que é sempre fiel lhe deu a capacidade de mostrar, ao povo e a nós, que esse mesmo Deus manterá seu relacionamento conosco, sem precisar de instituições mediadoras (31,31-34). Ao colocar em primeiro plano os valores espirituais, destacando o relacionamento íntimo que a alma deve ter com Deus, ele antecipou elementos da Nova Aliança; e sua vida de sofrimentos a serviço de Deus, pode ter inspirado o Segundo Isaías na construção da Imagem do Servo (Isaías 53).

## Características literárias
Há quatro tipos de textos no livro de Jeremias:
- Profecias em forma de poesia, como 4:5-6:30;
- Relatos autobiográficos ou Confissões de Jeremias, em verso ou prosa, como 1:4-19; 11:18-12:6; 15:10-21; 17:14-18; 18:18-23 e 20:7-18, que não chegam a ser uma autobiografia, mas um testemunho comovente, com o estilo empregado no Livro das Lamentações[12].
- Relatos biográficos em terceira pessoa, atribuídos a Baruc, que não se encontram em ordem cronológica, entretanto, por meio da seguinte sequência de trechos: 19:1-20:6; 26; 45; 28-29; 51:59-64; 34:8-22; 37-44, pode-se fazer uma leitura destes na ordem cronológica[12].;
- Discursos em prosa, em número de 10, de autoria incerta, mas que muitos atribuem aos mesmos autores de Josué, Juízes, I Samuel, II Samuel, I Reis, II Reis, a chamada Obra Histórica Deuteronomista (OHDtr), possivelmente composta por levitas, como 7:1-8.

As longas seções em prosa que ora estão na forma de diálogo e em outras ocasiões como narrativa, embora grande parte da obra esteja esteticamente formatada com forte presença das então denominadas metáforas vivas, utilizando-se com muita habilidade o idioma hebraico.
Segundo alguns estudiosos, o simbolismo utilizado pelo profeta serviria para personificar a sua mensagem, conforme se vê em várias passagens, como a do cinto estragado ou na aquisição de uma propriedade em Anatote.

### Adições
- a obra contém discursos em prosa com estilo semelhante ao Deuteronômio cuja redação pode ser uma obra de discípulos posterior ao Exílio na Babilônia, no século VII AC ou começo do século VI AC[10];
- o longo Óraculo contra a Babilônia (caps. 50 e 51) também data do final do Exílio[8];
- o cap. 52 é um apêndice histórico paralelo a 2Rs 24:18-25:30[8].

### Plano da Obra[15]
- 1:1-24:14 - Profecias contra Judá;
- 26:1-45:5 - Profecias de Salvação para Israel e Judá e relatos biográficos (provavelmente redigidos por Baruc[16]);
- 25:15-38 (Introdução) e 46:1-51:64 - Profecias contra as nações estrangeiras; (na Septuaginta não há descontinuidade entre a introdução e o restante desta parte da obra, pois todo o corpo das "profecias contra as nações estrangeiras" inicia-se no cap 25 e é anterior as "Profecias de Salvação para Israel e Judá";
- 52:1-34 - Anexo baseado em 2Rs 24:18-25:30.

### Processo de Composição
O livro de Jeremias passou por um longo e complicado processo de formação. Profecias (palavras proféticas) isoladas foram sendo reunidos ao longo dos anos, de modo que temos hoje uma antologia da pregação de Jeremias e não uma obra perfeitamente planejada. Mais precisamente, pode-se dizer que temos uma antologia de antologias, em um processo que começou ainda durante a vida de Jeremias e prosseguiu ao longo da época pós-exílica.
A Septuaginta tem um texto de Jeremias bem mais curto do que o Texto Massorético, além de colocar várias profecias noutra ordem. Isso permite supor que existiram dois textos independentes de Jeremias: um mais antigo e mais curto, que se perdeu, e que serviu de base para a Septuaginta; outro, mais recente, que recolheu vários acréscimos, e que nos foi transmitido pelos massoretas (= os rabinos "transmissores" do texto hebraico).

## Confissões de Jeremias[3]
As "confissões" são diálogos com Jeová, lamentos, orações, disputas, que ocorreram durante o governo de Joaquim, quando que Jeremias mais sentiu o peso de sua missão. Obrigado a ser do contra, a pregar a desgraça para o seu povo, a remar contra a corrente, ameaçado, rejeitado, caluniado, desprezado, ele se lamenta, amaldiçoando até mesmo o dia em que nasceu.
É possível que tenham sido escritos em 605 AC como um desabafo, podem ser lidos como uma síntese das crises vividas pelo profeta desde o começo de sua atividade. São 5 trechos:
- Jr 11:18-12:6 - Lamenta que seus conterrâneos e familiares tentaram matá-lo em Anatot, quando jovem e questiona porque persiste a prosperidade dos ímpios e a paz dos apóstatas, daqueles que vivem falando em Jeová, mas na verdade estão muito longe Dele, daqueles que têm uma fachada de piedade, mas não estão, de fato, com Jeová.
- Jr 15:10-11.15-21 - Questiona se vale a pena ser profeta e confessa estar sendo tentado a desistir, aceitar a cooptação, "ser normal", passar para o lado daqueles a quem ele critica para sair da solidão a que é obrigado a viver.
- Jr 17:14-18 - Apela a Jeová contra os seus perseguidores que lhe cobram a realização da palavra por ele pregada, se sente desacreditado perante seus ouvintes, porque as desgraças prometidas não acontecem.
- Jr 18:18-23 - Denuncia nova trama contra a sua vida, seus adversários argumentam que podem tranqüilamente eliminá-lo, já que tem apoio dos sacerdotes, dos sábios e dos profetas ligados aos interesses da corte. Fica triste ao perceber que estes que querem eliminá-lo são os mesmos a quem ele tantas vezes defendeu diante de Jeová.
- Jr 20:7-10.14-18 - Usando fortes imagens, chega ao máximo de sua angústia, acredita que Jeová o enganou: o seduziu para ser profeta e o dominou, para depois abandoná-lo, quando todos querem sua queda, inclusive seus amigos e por isso, ele quer parar de ser profeta, mas o problema é que não consegue, pois as palavras de Jeová queimam-no como fogo que atinge até os ossos. Então, amaldiçoa o dia em que nasceu: "Maldito o dia em que eu nasci! (...) Maldito o homem que deu a meu pai a boa nova: 'Nasceu-te um filho homem!' (...) porque ele não me matou desde o seio materno, para que minha mãe fosse para mim o meu sepulcro e suas entranhas estivessem grávidas para sempre. Por que saí do seio materno para ver trabalhos e penas e terminar os meus dias na vergonha?".